# Xenos (Omero)
Xenos (in greco antico: ξένος?, xènos, al plurale ξένοι) è una parola usata nella lingua greca antica da Omero in poi che ha una sfumatura di significato ampio, a significare concetti divergenti come "nemico straniero" così come "amico rituale".